# Campionati europei di badminton
I Campionati europei di badminton sono tornei internazionali organizzati da Badminton Europe, ogni due anni, per decretare i migliori giocatori di badminton in Europa. Dal 2016 sono organizzati ogni anno, ad eccezione dell'anno in cui si svolgono i Giochi Europei.
La prima edizione è stata organizzata nel 1968. Fino al 2009 il campionato si svolgeva assieme al Campionato europeo a squadre miste di badminton.
L'atleta più medagliata è l'inglese Gillian Gilks, mentre la nazione con più medaglie è la Danimarca.

## Sedi dei campionati
| Anno | Edizione | Città            | Nazione          |
| ---- | -------- | ---------------- | ---------------- |
| 1968 | I        | Bochum           | Germania Ovest   |
| 1970 | II       | Port Talbot      | Galles           |
| 1972 | III      | Karlskrona       | Svezia           |
| 1974 | IV       | Vienna           | Austria          |
| 1976 | V        | Dublino          | Irlanda          |
| 1978 | VI       | Preston          | Inghilterra      |
| 1980 | VII      | Groningen        | Paesi Bassi      |
| 1982 | VIII     | Böblingen        | Germania Ovest   |
| 1984 | IX       | Preston          | Inghilterra      |
| 1986 | X        | Uppsala          | Svezia           |
| 1988 | XI       | Kristiansand     | Norvegia         |
| 1990 | XII      | Mosca            | Unione Sovietica |
| 1992 | XIII     | Glasgow          | Scozia           |
| 1994 | XIV      | Den Bosch        | Paesi Bassi      |
| 1996 | XV       | Herning          | Danimarca        |
| 1998 | XVI      | Sofia            | Bulgaria         |
| 2000 | XVII     | Glasgow          | Scozia           |
| 2002 | XVIII    | Malmö            | Svezia           |
| 2004 | XIX      | Ginevra          | Svizzera         |
| 2006 | XX       | Den Bosch        | Paesi Bassi      |
| 2008 | XXI      | Herning          | Danimarca        |
| 2010 | XXII     | Manchester       | Inghilterra      |
| 2012 | XXIII    | Karlskrona       | Svezia           |
| 2014 | XXIV     | Kazan'           | Russia           |
| 2016 | XXV      | La Roche-sur-Yon | Francia          |
| 2017 | XXVI     | Kolding          | Danimarca        |
| 2018 | XXVII    | Huelva           | Spagna           |
| 2021 | XXVIII   | Kiev             | Ucraina          |
| 2022 | XXIX     | Madrid           | Spagna           |
| 2024 | XXX      | Saarbrücken      | Germania         |
| 2025 | XXXI     | Horsens          | Danimarca        |

## Albo d'oro

### Singolare maschile
| Anno | Oro                    | Argento                | Bronzo                                  |
| 1968 | Sture Johnsson         | Wolfgang Bochow        | Elo Hansen Jørgen Mortensen             |
| 1970 | Sture Johnsson         | Elo Hansen             | Paul Whetnall Wolfgang Bochow           |
| 1972 | Wolfgang Bochow        | Klaus Kaagaard         | Ray Stevens Flemming Delfs              |
| 1974 | Sture Johnsson         | Thomas Kihlström       | Flemming Delfs Derek Talbot             |
| 1976 | Flemming Delfs         | Elo Hansen             | Paul Whetnall Wolfgang Bochow           |
| 1978 | Flemming Delfs         | Thomas Kihlström       | Sture Johnsson Ray Stevens              |
| 1980 | Flemming Delfs         | Morten Frost           | Svend Pri Ray Stevens                   |
| 1982 | Jens Peter Nierhoff    | Ray Stevens            | Claus Andersen Nick Yates               |
| 1984 | Morten Frost           | Jens Peter Nierhoff    | Steve Baddeley Göran Karlsson           |
| 1986 | Morten Frost           | Ib Frederiksen         | Michael Kjeldsen Torben Carlsen         |
| 1988 | Darren Hall            | Morten Frost           | Andrei Antropov Michael Kjeldsen        |
| 1990 | Steve Baddeley         | Darren Hall            | Steve Butler Poul-Erik Høyer Larsen     |
| 1992 | Poul-Erik Høyer Larsen | Thomas Stuer Lauridsen | Peter Espersen Anders Nielsen           |
| 1994 | Poul-Erik Høyer Larsen | Tomas Johansson        | Jens Olsson Anders Nielsen              |
| 1996 | Poul-Erik Høyer Larsen | Peter Rasmussen        | Jens Olsson Jeroen van Dijk             |
| 1998 | Peter Gade             | Kenneth Jonassen       | Peter Rasmussen Poul-Erik Høyer Larsen  |
| 2000 | Peter Gade             | Poul-Erik Høyer Larsen | Richard Vaughan Kenneth Jonassen        |
| 2002 | Peter Rasmussen        | Kenneth Jonassen       | Rasmus Wengberg Andres Boesen           |
| 2004 | Peter Gade             | Kenneth Jonassen       | Björn Joppien Andres Boesen             |
| 2006 | Peter Gade             | Kenneth Jonassen       | Joachim Persson Niels Christian Kaldau  |
| 2008 | Kenneth Jonassen       | Joachim Persson        | Przemysław Wacha Jan Ø. Jørgensen       |
| 2010 | Peter Gade             | Jan Ø. Jørgensen       | Marc Zwiebler Rajiv Ouseph              |
| 2012 | Marc Zwiebler          | Henri Hurskainen       | Viktor Axelsen Jan Ø. Jørgensen         |
| 2014 | Jan Ø. Jørgensen       | Rajiv Ouseph           | Viktor Axelsen Vladimir Ivanov          |
| 2016 | Viktor Axelsen         | Jan Ø. Jørgensen       | Rajiv Ouseph Marc Zwiebler              |
| 2017 | Rajiv Ouseph           | Anders Antonsen        | Hans-Kristian Vittinghus Viktor Axelsen |

### Singolare femminile
| Anno | Oro                  | Argento              | Bronzo                                  |
| 1968 | Irmgard Latz         | Marieluise Wackerow  | Eva Twedberg Angela Bairstow            |
| 1970 | Eva Twedberg         | Imre Nielsen         | Lisbeth van Barnekow Margaret Boxall    |
| 1972 | Margaret Beck        | Gillian Gilks        | Eva Twedberg Joke van Beusekom          |
| 1974 | Gillian Gilks        | Lene Køppen          | Joke van Beusekom Margaret Beck         |
| 1976 | Gillian Gilks        | Lene Køppen          | Susan Whetnall Margaret Lockwood        |
| 1978 | Lene Køppen          | Jane Webster         | Anette Börjesson Joke van Beusekom      |
| 1980 | Liselotte Blumer     | Anette Börjesson     | Jane Webster Lena Axelsson              |
| 1982 | Lene Køppen          | Karen Bridge         | Christine Magnusson Jane Webster        |
| 1984 | Helen Troke          | Sally Podger         | Karen Beckman Kirsten Larsen            |
| 1986 | Helen Troke          | Kirsten Larsen       | Christine Magnusson Svetlana Beljasova  |
| 1988 | Kirsten Larsen       | Christina Bostofte   | Eline Coene Christine Magnusson         |
| 1990 | Pernille Nedergaard  | Fiona Smith          | Helen Troke Christine Magnusson         |
| 1992 | Pernille Nedergaard  | Camilla Martin       | Lim Xiaoqing Elena Rybkina              |
| 1994 | Lim Xiaoqing         | Catrine Bengtsson    | Christine Magnusson Pernille Nedergaard |
| 1996 | Camilla Martin       | Marina Jakuševa      | Christine Magnusson Anne Sondergaard    |
| 1998 | Camilla Martin       | Kelly Morgan         | Mette Sørensen Mette Pedersen           |
| 2000 | Camilla Martin       | Marina Andrievskaja  | Kelly Morgan Mette Sørensen             |
| 2002 | Yao Jie              | Mia Audina Tjiptawan | Camilla Martin Brenda Beenhakker        |
| 2004 | Mia Audina Tjiptawan | Pi Hongyan           | Camilla Martin Yao Jie                  |
| 2006 | Xu Huaiwen           | Mia Audina Tjiptawan | Juliane Schenk Yao Jie                  |
| 2008 | Xu Huaiwen           | Tine Rasmussen       | Pi Hongyan Juliane Schenk               |
| 2010 | Tine Rasmussen       | Juliane Schenk       | Pi Hongyan Ella Diehl                   |
| 2012 | Tine Baun            | Juliane Schenk       | Linda Zečiri Yao Jie                    |
| 2014 | Carolina Marín       | Anna Thea Madsen     | Karin Schnaase Özge Bayrak              |
| 2016 | Carolina Marín       | Kirsty Gilmour       | Line Kjærsfeldt Anna Thea Madsen        |
| 2017 | Carolina Marín       | Kirsty Gilmour       | Mette Poulsen Sabrina Jaquet            |

### Doppio maschile
| Anno | Oro                                        | Argento                                    | Bronzo                                                                       |
| 1968 | David Eddy / Roger Powell                  | Tony Jordan / Roger Mills                  | Robert McCoig / Mac Henderson Franz Beinvogl / Willi Braun                   |
| 1970 | Elo Hansen / Per Walsoe                    | Erland Kops / Henning Borch                | Siegfried Betz / Roland Maywald David Eddy / Roger Powell                    |
| 1972 | Willi Braun / Roland Maywald               | Derek Talbot / Elliot Stuart               | Erland Kops / Elo Hansen Wolfgang Bochow / Gerhard Kucki                     |
| 1974 | Willi Braun / Roland Maywald               | Svend Pri / Poul Petersen                  | Ray Stevens / Mike Tredgett Elo Hansen / Flemming Delfs                      |
| 1976 | Ray Stevens / Mike Tredgett                | Derek Talbot / Eddy Sutton                 | Willi Braun / Roland Maywald Bengt Fröman / Thomas Kihlström                 |
| 1978 | Ray Stevens / Mike Tredgett                | Bengt Fröman / Thomas Kihlström            | David Eddy / Eddy Sutton Claes Nordin / Stefan Karlsson                      |
| 1980 | Claes Nordin / Stefan Karlsson             | Bengt Fröman / Thomas Kihlström            | Flemming Delfs / Steen Skovgaard Mike Tredgett / Ray Stevens                 |
| 1982 | Stefan Karlsson / Thomas Kihlström         | Martin Dew / Mike Tredgett                 | Claes Nordin / Lars Wengberg Ray Stevens / Andy Goode                        |
| 1984 | Martin Dew / Mike Tredgett                 | Morten Frost / Jens Peter Nierhoff         | Billy Gilliland / Dan Travers Lars Wengberg / Ulf Johansson                  |
| 1986 | Steen Fladberg / Jesper Helledie           | Stefan Karlsson / Thomas Kihlström         | Jan Eric Antonsson / Pär-Gunnar Jonsson Mark Christiansen / Michael Kjeldsen |
| 1988 | Jens Peter Nierhoff / Michael Kjeldsen     | Steen Fladberg / Jan Paulsen               | Chris Rees / Lyndon Williams Peter Axelsson / Stefan Karlsson                |
| 1990 | Jan Paulsen / Henrik Svarrer               | Max Gandrup / Thomas Lund                  | Mikael Rosen / Peter Axelsson Pierre Pellupessy / Alex Meijer                |
| 1992 | Thomas Lund / Jon Holst Christensen        | Jan Paulsen / Henrik Svarrer               | Pär-Gunnar Jonsson / Peter Axelsson Stephan Kuhl / Stefan Frey               |
| 1994 | Chris Hunt / Simon Archer                  | Andrej Antropov / Nikolaj Zuev             | Christian Jacobsen / Jens Eriksen Henrik Svarrer / Jim Laugesen              |
| 1996 | Thomas Lund / Jon Holst Christensen        | Michael Søgaard / Henrik Svarrer           | Chris Hunt / Simon Archer Pär-Gunnar Jonsson / Peter Axelsson                |
| 1998 | Chris Hunt / Simon Archer                  | Pär-Gunnar Jonsson / Peter Axelsson        | Jon Holst Christensen / Michael Søgaard Nathan Robertson / Julian Robertson  |
| 2000 | Jens Eriksen / Jesper Larsen               | Pär-Gunnar Jonsson / Peter Axelsson        | Nathan Robertson / Simon Archer Michal Logosz / Robert Mateusiak             |
| 2002 | Jens Eriksen / Martin Lundgaard Hansen     | Nathan Robertson / Anthony Clark           | Lars Paaske / Jonas Rasmussen Michal Logosz / Robert Mateusiak               |
| 2004 | Jens Eriksen / Martin Lundgaard Hansen     | Nathan Robertson / Anthony Clark           | Lars Paaske / Jonas Rasmussen Michal Logosz / Robert Mateusiak               |
| 2006 | Jens Eriksen / Martin Lundgaard Hansen     | Mathias Boe / Carsten Mogensen             | Robert Blair / Anthony Clark Michal Logosz / Robert Mateusiak                |
| 2008 | Lars Paaske / Jonas Rasmussen              | Jens Eriksen / Martin Lundgaard Hansen     | Erwin Kehlhoffner / Svetoslav Stojanov Kristof Hopp / Ingo Kindervater       |
| 2010 | Lars Paaske / Jonas Rasmussen              | Mathias Boe / Carsten Mogensen             | Kasper Faust Henriksen / Anders Kristiansen Michael Fuchs / Ingo Kindervater |
| 2012 | Mathias Boe / Carsten Mogensen             | Michael Fuchs / Oliver Roth                | Chris Adcock / Andrew Ellis Rasmus Bonde / Andreas Kristiansen               |
| 2014 | Vladimir Ivanov / Ivan Sozonov             | Mads Conrad-Petersen / Mads Pieler Kolding | Mathias Boe / Carsten Mogensen Chris Adcock / Andrew Ellis                   |
| 2016 | Mads Conrad-Petersen / Mads Pieler Kolding | Kim Astrup / Anders Skaarup Rasmussen      | Vladimir Ivanov / Ivan Sozonov Marcus Ellis / Chris Langridge                |
| 2017 | Mathias Boe / Carsten Mogensen             | Mads Conrad-Petersen / Mads Pieler Kolding | Mathias Christiansen / David Daugaard Kim Astrup / Anders Skaarup Rasmussen  |

### Doppio femminile
| Anno | Oro                                         | Argento                                   | Bronzo                                                                          |
| 1968 | Margaret Boxall / Susan Whetnall            | Angela Bairstow / Gillian Perrin          | Agnes Geene / Joke van Beusekom Anne Flindt / Bente Sørensen                    |
| 1970 | Margaret Boxall / Susan Whetnall            | Irmgard Latz / Marieluise Wackerow        | Karin Jørgensen / Anne Berglund Gillian Perrin / Margaret Beck                  |
| 1972 | Gillian Gilks / Judy Hashman                | Margaret Beck / Julie Rickard             | Anne Flindt / Pernille Kaagaard Annie Bøg Jørgensen / Lene Køppen               |
| 1974 | Gillian Gilks / Margaret Beck               | Susan Whetnall / Nora Gardner             | Pernille Kaagaard / Ulla Strand Joke van Beusekom / Marjan Luesken              |
| 1976 | Gillian Gilks / Susan Whetnall              | Margaret Lockwood / Nora Gardner          | Karin Kucki / Vera Winter Joanna Flockhart / Christine Stewart                  |
| 1978 | Nora Perry / Anne Statt                     | Jane Webster / Barbara Sutton             | Inge Borgstrøm / Pia Nielsen Joke van Beusekom / Marjan Ridder                  |
| 1980 | Jane Webster / Nora Perry                   | Kirsten Larsen / Pia Nielsen              | Dorte Kjær / Anne Skovgaard Alla Prodan / Nadežda Litvinčeva                    |
| 1982 | Gillian Gilks / Gillian Clark               | Nora Perry / Jane Webster                 | Dorte Kjær / Nettie Nielsen Lene Køppen / Anne Skovgaard                        |
| 1984 | Gillian Clark / Karen Chapman               | Gillian Gilks / Karen Beckman             | Dorte Kjær / Kirsten Larsen Maria Bengtsson / Christine Magnusson               |
| 1986 | Gillian Clark / Gillian Gowers              | Dorte Kjær / Nettie Nielsen               | Karen Beckman / Sarah Halsall Maria Bengtsson / Christine Magnusson             |
| 1988 | Dorte Kjær / Nettie Nielsen                 | Gillian Clark / Julie Munday              | Maria Bengtsson / Christine Magnusson Katrin Schmidt / Kirsten Schmieder        |
| 1990 | Dorte Kjær / Nettie Nielsen                 | Eline Coene / Erica van Dijk              | Gillian Clark / Gillian Gowers Maria Bengtsson / Christine Magnusson            |
| 1992 | Lim Xiaoqing / Christine Magnusson          | Marlene Thomsen / Lisbeth Stuer-Lauridsen | Sara Sankey / Gillian Gowers Maria Bengtsson / Catrine Bengtsson                |
| 1994 | Lim Xiaoqing / Christine Magnusson          | Lotte Olsen / Lisbeth Stuer-Lauridsen     | Gillian Clark / Julie Bradbury Maria Bengtsson / Erica van den Heuvel           |
| 1996 | Marlene Thomsen / Lisbeth Stuer-Lauridsen   | Rikke Olsen / Helene Kirkegaard           | Julie Bradbury / Joanne Wright Katrin Schmidt / Kerstin Ubben                   |
| 1998 | Rikke Olsen / Marlene Thomsen               | Maike Vangen / Ann Jørgensen              | Joanne Goode / Donna Kellogg Erica van den Heuvel / Monique Hoogland            |
| 2000 | Joanne Goode / Donna Kellogg                | Rikke Olsen / Helene Kirkegaard           | Marina Jakuševa / Irina Rusljakova Nicole van Hooren / Lotte Jonathans          |
| 2002 | Jane F. Bramsen / Ann-Lou Jørgensen         | Pernille Harder / Mette Schjoldager       | Nicole Grether / Nicol Pitro Ella Miles / Sara Sankey                           |
| 2004 | Lotte Bruil / Mia Audina Tjiptawan          | Rikke Olsen / Ann-Lou Jørgensen           | Pernille Harder / Mette Schjoldager Nicole Grether / Juliane Schenk             |
| 2006 | Gail Emms / Donna Kellogg                   | Nicole Grether / Juliane Schenk           | Elin Bergblom / Johanna Persson Lena Frier Kristiansen /Kamilla Rytter Juhl     |
| 2008 | Lena Frier Kristiansen /Kamilla Rytter Juhl | Gail Emms / Donna Kellogg                 | Elin Bergblom / Johanna Persson Valerija Sorokina / Nina Vislova                |
| 2010 | Valerija Sorokina / Nina Vislova            | Petja Nedelčeva / Anastasija Russkich     | Mariana Agathangelou / Heather Olver Line Damkjær Kruse / Mie Schøtt-Kristensen |
| 2012 | Christinna Pedersen /Kamilla Rytter Juhl    | Line Damkjær Kruse / Marie Røpke          | Sandra Marinello / Birgit Michels Valerija Sorokina / Nina Vislova              |
| 2014 | Christinna Pedersen /Kamilla Rytter Juhl    | Line Damkjær Kruse / Marie Røpke          | Imogen Bankier / Petja Nedelčeva Eefje Muskens / Selena Piek                    |
| 2016 | Christinna Pedersen /Kamilla Rytter Juhl    | Eefje Muskens / Selena Piek               | Samantha Barning / Iris Tabeling Maiken Fruergaard / Sara Thygesen              |
| 2017 | Christinna Pedersen /Kamilla Rytter Juhl    | Gabriela Stoeva / Stefani Stoeva          | Anastasia Chervyakova / Olga Morozova Lauren Smith / Sarah Walker               |

### Doppio misto
| Anno | Oro                                           | Argento                                       | Bronzo                                                                   |
| 1968 | Tony Jordan / Susan Whetnall                  | Roger Mills / Gillian Perrin                  | Wolfgang Bochow / Irmgard Latz Klaus Kaagaard / Anne Flindt              |
| 1970 | David Eddy / Susan Whetnall                   | Derek Talbot / Gillian Perrin                 | Per Walsoe / Anne Berglund Wolfgang Bochow / Irmgard Latz                |
| 1972 | Derek Talbot / Gillian Gilks                  | Wolfgang Bochow / Marieluise Wackerow         | Roland Maywald / Brigitte Steden Gert Perneklo / Eva Twedberg            |
| 1974 | Derek Talbot / Gillian Gilks                  | Elliot Stuart / Susan Whetnall                | Wolfgang Bochow / Marieluise Zizmann Mike Tredgett / Barbara Giles       |
| 1976 | Derek Talbot / Gillian Gilks                  | Steen Skovgaard / Lene Køppen                 | Rob Ridder / Marjan Luesken Mike Tredgett / Nora Gardner                 |
| 1978 | Mike Tredgett / Nora Perry                    | Steen Skovgaard / Lene Køppen                 | Billy Gilliland / Joanna Flockhart Rob Ridder / Marjan Ridder            |
| 1980 | Mike Tredgett / Nora Perry                    | Lars Wengberg / Anette Börjesson              | Billy Gilliland / Christine Heatly Derek Talbot / Karen Chapman          |
| 1982 | Martin Dew / Gillian Gilks                    | Mike Tredgett / Nora Perry                    | Lars Wengberg / Anette Börjesson Steen Skovgaard / Anne Skovgaard        |
| 1984 | Martin Dew / Gillian Gilks                    | Thomas Kihlström / Maria Bengtsson            | Nigel Tier / Gillian Clark Mike Tredgett / Karen Chapman                 |
| 1986 | Martin Dew / Gillian Gilks                    | Nigel Tier / Gillian Gowers                   | Stefan Karlsson / Maria Bengtsson Thomas Kihlström / Christine Magnusson |
| 1988 | Steen Fladberg / Gillian Clark                | Alex Meijer / Erica van Dijck                 | Henrik Svarrer / Dorte Kjær Jan Eric Antonsson / Maria Bengtsson         |
| 1990 | Jon Holst Christensen / Grete Mogensen        | Jan Eric Antonsson / Maria Bengtsson          | Jan Paulsen / Gillian Gowers Jesper Knudsen / Nettie Nielsen             |
| 1992 | Thomas Lund / Pernille Dupont                 | Jon Holst Christensen / Grete Mogensen        | Ron Michels / Sonja Mellink Pär-Gunnar Jonsson / Maria Bengtsson         |
| 1994 | Michael Søgaard / Catrine Bengtsson           | Christian Jacobsen / Lotte Olsen              | Jens Eriksen / Anne-Mette Nille Ron Michels / Erica van den Heuvel       |
| 1996 | Michael Søgaard / Rikke Olsen                 | Simon Archer / Joanne Wright                  | Michael Keck / Karen Stechmann Ron Michels / Erica van den Heuvel        |
| 1998 | Michael Søgaard / Rikke Olsen                 | Michael Keck / Erica van den Heuvel           | Simon Archer / Joanne Goode Jon Holst Christensen / Ann Jørgensen        |
| 2000 | Michael Søgaard / Rikke Olsen                 | Jens Eriksen / Mette Schjoldager              | Jon Holst Christensen / Ann Jørgensen Chris Bruil / Erica van den Heuvel |
| 2002 | Jens Eriksen / Mette Schjoldager              | Nathan Robertson / Gail Emms                  | Chris Bruil / Lotte Jonathans Michael Søgaard / Rikke Olsen              |
| 2004 | Nathan Robertson / Gail Emms                  | Jonas Rasmussen / Rikke Olsen                 | Jens Eriksen / Mette Schjoldager Frederik Bergström / Johanna Persson    |
| 2006 | Thomas Laybourn / Kamilla Rytter Juhl         | Jens Eriksen / Mette Schjoldager              | Robert Mateusiak / Nadieżda Kostiuczyk Anthony Clark / Donna Kellogg     |
| 2008 | Anthony Clark / Donna Kellogg                 | Robert Mateusiak / Nadieżda Kostiuczyk        | Nathan Robertson / Gail Emms Carsten Mogensen / Helle Nielsen            |
| 2010 | Thomas Laybourn / Kamilla Rytter Juhl         | Robert Mateusiak / Nadieżda Kostiuczyk        | Wouter Claes / Nathalie Descamps Nathan Robertson / Jenny Wallwork       |
| 2012 | Robert Mateusiak / Nadieżda Zięba             | Mads Pieler Kolding / Julie Houmann           | Chris Adcock / Imogen Bankier Thomas Laybourn / Kamilla Rytter Juhl      |
| 2014 | Joachim Fischer Nielsen / Christinna Pedersen | Mads Pieler Kolding / Kamilla Rytter Juhl     | Jorrit de Ruiter / Samantha Barning Anders Kristiansen / Julie Houmann   |
| 2016 | Joachim Fischer Nielsen / Christinna Pedersen | Niklas Nohr / Sara Thygesen                   | Mathias Christensen / Lena Grebak Jacco Arends / Selena Piek             |
| 2017 | Chris Adcock / Gabrielle Adcock               | Joachim Fischer Nielsen / Christinna Pedersen | Sam Magee / Chloe Magee Ronan Labar / Audrey Fontaine                    |

## Medagliere
Aggiornato al 2025
| Posiz. | Nazione     | Oro | Argento | Bronzo | Totale |
| ------ | ----------- | --- | ------- | ------ | ------ |
| 1      | Danimarca   | 83  | 72      | 101.5  | 256.5  |
| 2      | Inghilterra | 45  | 40      | 62     | 147    |
| 3      | Svezia      | 11  | 19      | 48     | 78     |
| 4      | Germania    | 9   | 11      | 29     | 49     |
| 5      | Spagna      | 7   | 0       | 0      | 7      |
| 6      | Francia     | 4   | 7       | 9      | 20     |
| 7      | Russia      | 4   | 4       | 11     | 19     |
| 8      | Bulgaria    | 4   | 3       | 2      | 9      |
| 9      | Paesi Bassi | 3   | 8       | 34.5   | 45.5   |
| 10     | Polonia     | 1   | 2       | 7      | 10     |
| 11     | Svizzera    | 1   | 0       | 1      | 2      |
| 12     | Scozia      | 0   | 6       | 8      | 14     |
| 13     | Galles      | 0   | 1       | 3      | 4      |
| 14     | Turchia     | 0   | 0       | 5      | 5      |
| 15     | Finlandia   | 0   | 0       | 2      | 2      |
| 16     | Belgio      | 0   | 0       | 1      | 1      |
| 16     | Croazia     | 0   | 0       | 1      | 1      |
| 16     | Ungheria    | 0   | 0       | 1      | 1      |
| 16     | Irlanda     | 0   | 0       | 1      | 1      |
| 16     | Israele     | 0   | 0       | 1      | 1      |
| Totale | Totale      | 172 | 173     | 328    | 673    |

## Atleti plurivittoriosi
| Nome                | Singolo M | Singolo F | Doppio M | Doppio F | Doppio Mx | Totale |
| ------------------- | --------- | --------- | -------- | -------- | --------- | ------ |
| Gillian Gilks       |           | 2         |          | 4        | 6         | 12     |
| Kamilla Rytter Juhl |           |           |          | 5        | 2         | 7      |
| Carolina Marín      |           | 7         |          |          |           | 7      |
| Christinna Pedersen |           |           |          | 4        | 2         | 6      |
| Peter Gade          | 5         |           |          |          |           | 5      |
| Susan Whetnall      |           |           |          | 3        | 2         | 5      |
| Mike Tredgett       |           |           | 3        |          | 2         | 5      |
| Jens Eriksen        |           |           | 4        |          | 1         | 5      |
| Nora Perry          |           |           |          | 2        | 2         | 4      |
| Gillian Clark       |           |           |          | 3        | 1         | 4      |
| Martin Dew          |           |           | 1        |          | 3         | 4      |
| Michael Søgaard     |           |           |          |          | 4         | 4      |
| Rikke Olsen         |           |           |          | 1        | 3         | 4      |